# Stefan Modzelewski (polityk)
Stefan Modzelewski (ur. 28 marca 1937 w powiecie kowelskim, zm. 4 września 2005 w Chełmie) – polski ślusarz, poseł na Sejm PRL V kadencji.

## Życiorys
Syn Stefana i Heleny. Uzyskał wykształcenie zasadnicze zawodowe, z zawodu ślusarz. Pracował jako ślusarz maszynowy w Lubelskich Zakładach Przemysłu Cementowego w Chełmie. W 1969 uzyskał mandat posła na Sejm PRL z okręgu Chełm z ramienia Polskiej Zjednoczonej Partii Robotniczej, zasiadał w Komisji Budownictwa i Gospodarki Komunalnej oraz w Komisji Pracy i Spraw Socjalnych.
Pochowany na cmentarzu komunalnym w Chełmie.